# Me envía Picone
Me envía Picone (en italiano: Mi manda Picone) es una película de comedia italiana escrita y dirigida por Nanni Loy.
Por esta película Lina Sastri fue galardonada con el David di Donatello a la mejor actriz y el Nastro d'argento en la misma categoría. Los actores Giancarlo Giannini y Leo Gullotta vez ganaron, respectivamente, el David di Donatello al mejor actor y el Nastro d'argento a la mejor Actor de reparto. Además, el productor Gianni Minervini fue galardonado con el David de Donatello y el Nastro d'argento al mejor productor, y la niñera Loy y Elvio Porta ganó el Nastro d'Argento al mejor guion. También fue elegida como la entrada italiana para la mejor película extranjera en los Premios Óscar de 1984, pero su candidatura no fue aceptada.

## Reparto
- Giancarlo Giannini - Salvatore Cannavacciuolo
- Lina Sastri -  Luciella
- Aldo Giuffré -  Cocò
- Leo Gullotta - Sgueglia
- Marzio Honorato -  O' Micione
- Carlo Croccolo -  Armando, el barón
- Clelia Rondinella -  Teresa
- Carlo Taranto -  Gallina
- Tommaso Palladino -  Pasquale Picone
- Remo Remotti -  Don Armando Bellucore
- Antonio Allocca - Portero del hospital
- Nicola Di Pinto - Empleado municipal